# Sportovec roku 1979

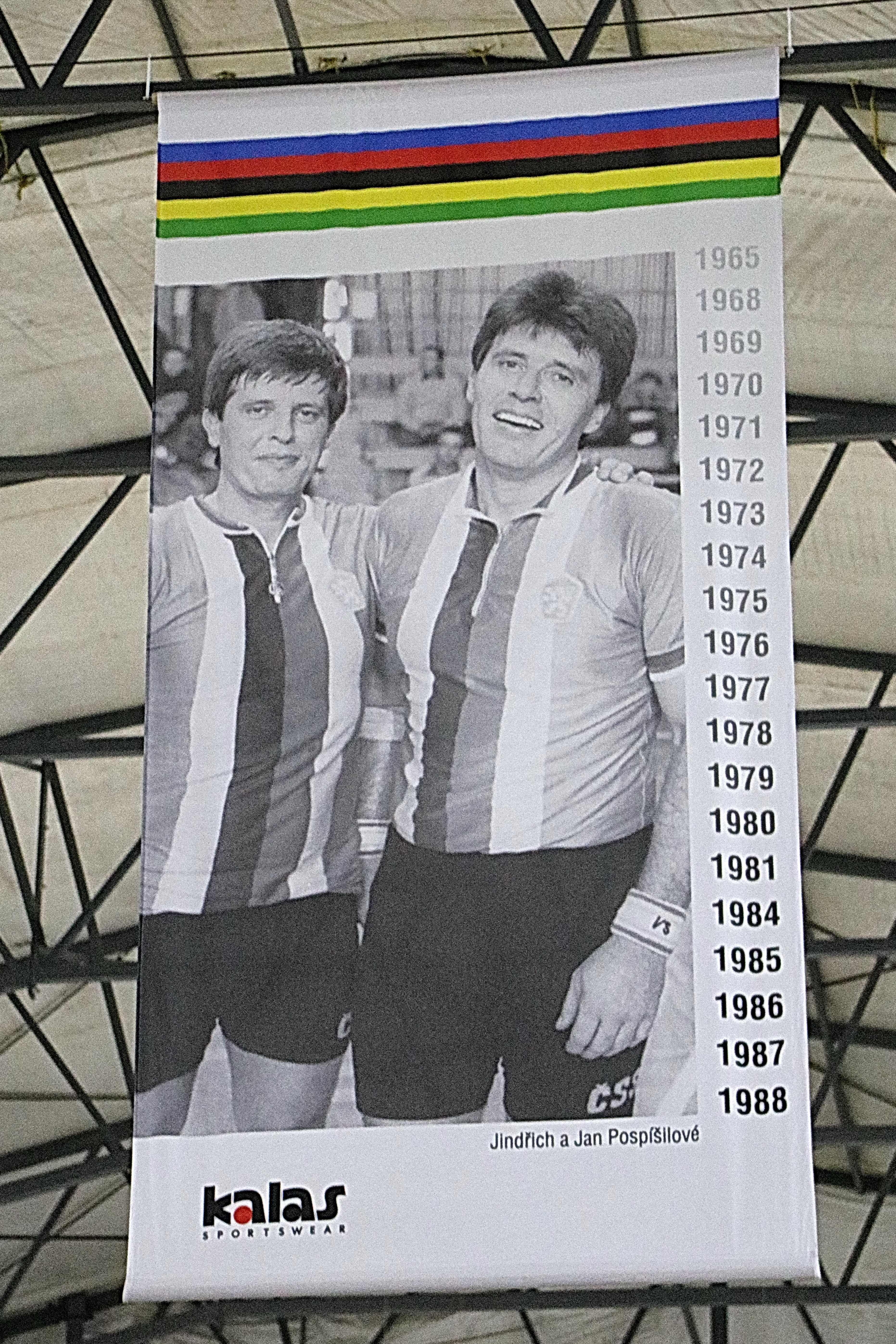
Jan a Jindřich Pospíšilové

Sportovec roku 1979 byl 21. ročník ankety sportovních novinářů o nejlepšího sportovce Československa. Vítězem se stali bratři Pospíšilové, kteří toho roku získal svůj třináctý titul mistrů světa v kolové. Přestože se rok předtím do ankety vrátila kategorie družstev, v ročníku 1979 opět její vítěz vyhlášen nebyl.

## První desítka
1. Jan a Jindřich Pospíšilové (kolová)
2. Igor Sláma (cyklistika)
3. Václav Vochoska – Zdeněk Pecka (veslování)
4. Daniela Bošanská (moderní gymnastika)
5. Karel Kolář (atletika)
6. Milan Škopek – Josef Plamínek, kormidelník Oldřich Hejdušek (veslování)
7. Anna Matoušková (cyklistika)
8. Ivan Lendl (tenis)
9. Miloslav Roľko (plavání)
10. Felix Masár (kanoistika)